# هومر بوش
هومر بوش (بالإنجليزية: Homer Bush)‏ هو لاعب كرة قاعدة أمريكي، ولد في 12 نوفمبر 1972 في سانت لويس الشرقية ‏ في الولايات المتحدة.

## وصلات خارجية
- هومر بوش على موقعبيزبول رفرنس.كوم (الدوري الرئيسي) (الإنجليزية)
- هومر بوش على موقعبيزبول رفرنس.كوم (الدوري الثانوي) (الإنجليزية)